# Carsioptychus coarctatus
Il carsioptico (Carsioptychus coarctatus Cope 1883) è un mammifero erbivoro estinto, appartenente ai periptichidi. Visse nel Paleocene inferiore (circa 66- 63 milioni di anni fa) e i suoi resti fossili sono stati ritrovati in Nordamerica.

## Descrizione

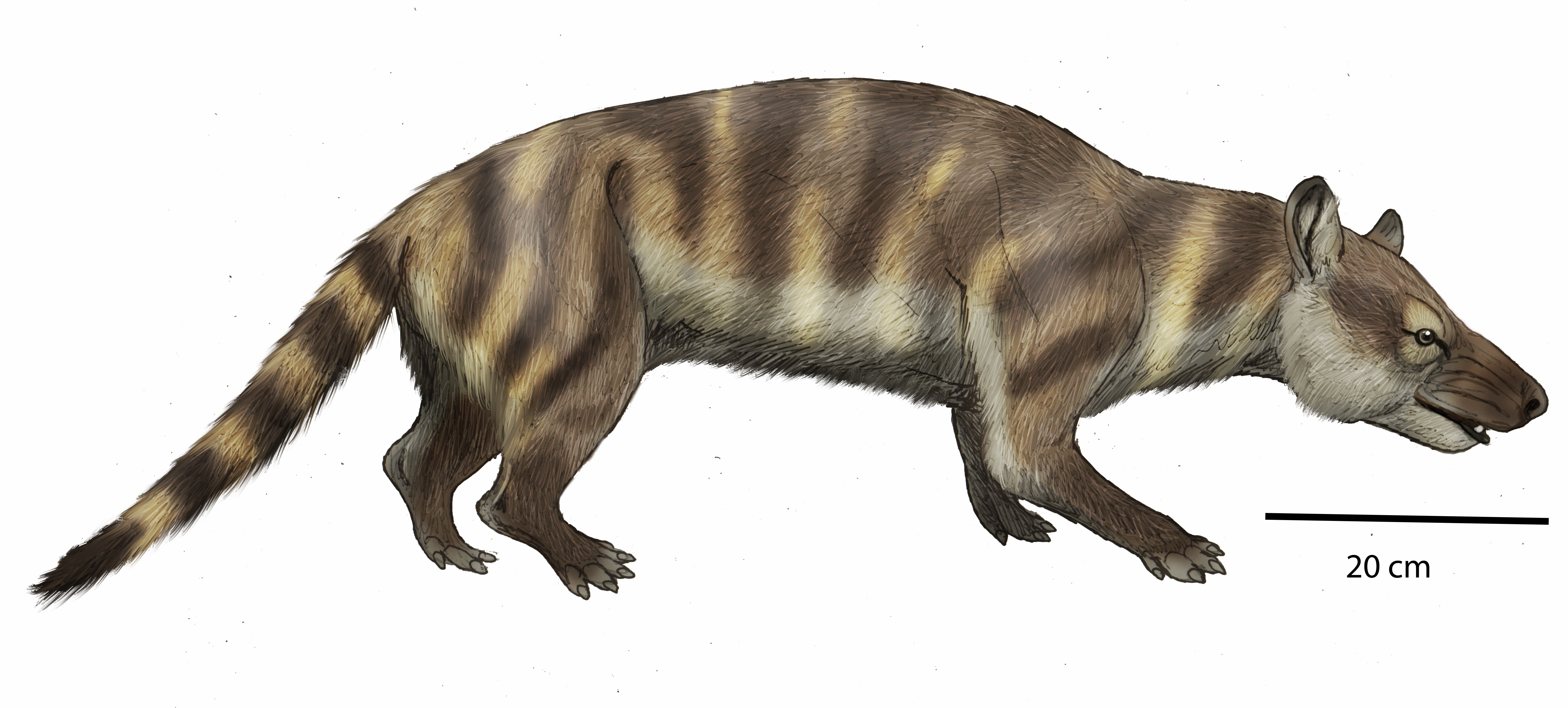
Ricostruzione di Carsioptychus coarctatus.

Questo animale aveva un cranio lungo circa 15 - 20 centimetri, e la taglia doveva essere quella di un cane di media taglia. Dal confronto con animali simili come Periptychus ed Ectoconus, si suppone che avesse uno scheletro abbastanza robusto e una corporatura media. Rispetto a Periptychus, con il quale era strettamente imparentato, Carsioptychus era meno specializzato per quanto riguarda la dentatura: i denti erano più triangolari e la loro corona era più obliqua. Anche il cranio era più corto rispetto a quello di Periptychus, ed era presente una notevole costrizione postorbitale. Inoltre, la corporatura sembrerebbe essere stata relativamente più snella.

## Classificazione
Carsioptychus coarctatus venne descritto per la prima volta da Edward Drinker Cope nel 1883 sulla base di resti fossili ritrovati in Nuovo Messico; Cope ascrisse però i resti a una nuova specie del genere Periptychus (P. coarctatus). Fu poi George Gaylord Simpson, nel 1936, a stabilire il genere Carsioptychus per questa specie. Tuttavia, per lungo tempo le somiglianze tra Periptychus e Carsioptychus hanno indotto più di un ricercatore a ritenere le due forme congeneriche. E' probabile, tuttavia, che Carsioptychus forse una forma più basale di Periptychus.
Carsioptychus e Periptychus sono due rappresentanti ben conosciuti dei periptichidi, un gruppo di mammiferi apparsi all'inizio del Paleocene e sviluppatisi velocemente sino a raggiungere una grande taglia (in particolare con Ectoconus).

## Paleobiologia
Carsioptychus sembrerebbe essere stato un animale relativamente poco specializzato, e probabilmente si nutriva di piante abbastanza dure.

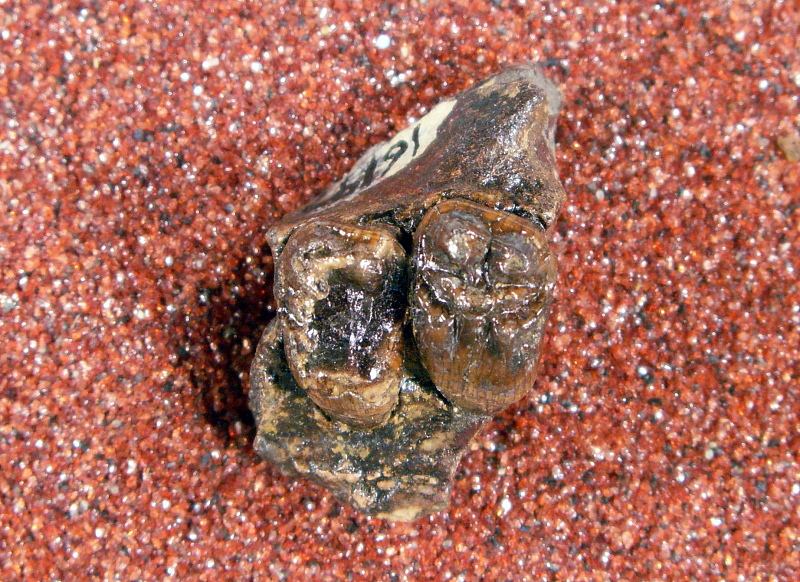
Denti di Carsioptychus hamaxitus (=C. coarctatus)

Un'analisi dell'encefalo mediante tomografia computerizzata ha indicato che questo animale era dotato di una struttura arcaica del cervello e dell'orecchio interno, riconducibile alla condizione ancestrale dei placentati. Tra le caratteristiche primitive vi erano i bulbi olfattivi uniti, grandi ed espansi in avanti, una neocorteccia piuttosto ridotta, il cerebrum relativamente liscio e la zona posteriore del cervello di grosse dimensioni rispetto al cerebrum vero e proprio. Carsioptychus non doveva essere particolarmente agile (i canali semicircolari avevano dimensioni simili a quelli degli odierni maiali), ma l'udito doveva essere nella media dei placentati odierni (Cameron et al., 2018).